# Campionato del mondo di hockey su slittino 2012
Il 6º campionato del mondo di hockey su slittino di gruppo A si è tenuto ad Hamar, in Norvegia, tra il 25 marzo ed il 1º aprile 2012. Il gruppo B si è invece disputato a Novi Sad, in Serbia, dal 13 al 17 novembre 2012

## Partecipanti e regolamento
Come previsto dal regolamento, vi hanno preso parte le squadre classificate dal 1º al 7º posto alle Paralimpiadi di Vancouver 2010, e la prima classificata del mondiale di gruppo B del 2009; Le squadre sono suddivise in due gironi da quattro:
Girone A:
 Stati Uniti

 Giappone

 Rep. Ceca

 Estonia  (1ª classificata mondiale B 2009)
Girone B:
 Norvegia

 Canada

 Corea del Sud

 Italia
Le prime due classificate di ogni girone si sono qualificate per le semifinali, le ultime due per le semifinali dei play-out. Le due squadre sconfitte in semifinale dei play-out sono retrocesse nel mondiale di gruppo B 2013.

## Gironi

### Girone A
| Hamar 25 marzo 2012, ore 9.00 UTC+1 | Stati Uniti | 2 – 1 d.r. (0:0; 0:1; 1:0 0:0; 1:0) referto | Estonia | Hamar OL-Amfi (25 spett.)\| Arbitro: \| Paul Boese \| |
| Arbitro:                            | Paul Boese  |                                             |         |                                                       |

| Hamar 25 marzo 2012, ore 12.30 UTC+1 | Giappone                  | 0 – 2 (0:0; 0:0; 0:2) referto | Rep. Ceca | Hamar OL-Amfi (51 spett.)\| Arbitro: \| Jonathan Micheal Morrison \| |
| Arbitro:                             | Jonathan Micheal Morrison |                               |           |                                                                      |

| Hamar 26 marzo 2012, ore 8.00 UTC+1 | Giappone         | 2 – 0 (0:0; 0:0; 2:0) referto | Estonia | Hamar OL-Amfi (13 spett.)\| Arbitro: \| Roy Stian Hansen \| |
| Arbitro:                            | Roy Stian Hansen |                               |         |                                                             |

| Hamar 26 marzo 2012, ore 11.15 UTC+1 | Stati Uniti    | 1 – 2 d.r. (1:1; 0:0; 0:0 0:0; 0:1) referto | Rep. Ceca | Hamar OL-Amfi (80 spett.)\| Arbitro: \| Kevin Webinger \| |
| Arbitro:                             | Kevin Webinger |                                             |           |                                                           |

| Hamar 28 marzo 2012, ore 8.00 UTC+1 | Rep. Ceca      | 2 – 1 d.r. (1:1; 0:0; 0:0 0:0; 1:0) referto | Estonia | Hamar OL-Amfi (28 spett.)\| Arbitro: \| Kevin Webinger \| |
| Arbitro:                            | Kevin Webinger |                                             |         |                                                           |

| Hamar 28 marzo 2012, ore 11.15 UTC+1 | Stati Uniti       | 5 – 0 (3:0; 2:0; 0:0) referto | Giappone | Hamar OL-Amfi (97 spett.)\| Arbitro: \| Steven Richardson \| |
| Arbitro:                             | Steven Richardson |                               |          |                                                              |

#### Classifica
| Pos. | Squadra     | Pt. | PG | V | VOT | POT | P | GF | GS |
| ---- | ----------- | --- | -- | - | --- | --- | - | -- | -- |
| 1.   | Rep. Ceca   | 7   | 3  | 1 | 2   | 0   | 0 | 6  | 2  |
| 2.   | Stati Uniti | 6   | 3  | 1 | 1   | 1   | 0 | 8  | 3  |
| 3.   | Giappone    | 3   | 3  | 1 | 0   | 0   | 2 | 2  | 7  |
| 4.   | Estonia     | 2   | 3  | 0 | 0   | 2   | 1 | 2  | 6  |

### Girone B
| Hamar 25 marzo 2012, ore 15.45 UTC+1 | Norvegia        | 1 – 4 (0:2; 1:0; 0:2) referto | Corea del Sud | Hamar OL-Amfi (342 spett.)\| Arbitro: \| Derek Berkebile \| |
| Arbitro:                             | Derek Berkebile |                               |               |                                                             |

| Hamar 25 marzo 2012, ore 19.30 UTC+1 | Canada            | 3 – 1 (2:1; 0:0; 1:0) referto | Italia | Hamar OL-Amfi (83 spett.)\| Arbitro: \| Steven Richardson \| |
| Arbitro:                             | Steven Richardson |                               |        |                                                              |

| Hamar 26 marzo 2012, ore 14.30 UTC+1 | Canada          | 2 – 0 (0:0; 1:0; 1:0) referto | Corea del Sud | Hamar OL-Amfi (150 spett.)\| Arbitro: \| Derek Berkebile \| |
| Arbitro:                             | Derek Berkebile |                               |               |                                                             |

| Hamar 26 marzo 2012, ore 18.00 UTC+1 | Norvegia   | 0 – 2 (0:1; 0:1; 0:0) referto | Italia | Hamar OL-Amfi (276 spett.)\| Arbitro: \| Paul Boese \| |
| Arbitro:                             | Paul Boese |                               |        |                                                        |

| Hamar 28 marzo 2012, ore 14.30 UTC+1 | Italia           | 0 – 4 (0:1; 0:2; 0:1) referto | Corea del Sud | Hamar OL-Amfi (98 spett.)\| Arbitro: \| Roy Stian Hansen \| |
| Arbitro:                             | Roy Stian Hansen |                               |               |                                                             |

| Hamar 28 marzo 2012, ore 18.00 UTC+1 | Norvegia                  | 1 – 4 (1:2; 0:1; 0:1) referto | Canada | Hamar OL-Amfi (549 spett.)\| Arbitro: \| Jonathan Michael Morrison \| |
| Arbitro:                             | Jonathan Michael Morrison |                               |        |                                                                       |

#### Classifica
| Pos. | Squadra       | Pt. | PG | V | VOT | POT | P | GF | GS |
| ---- | ------------- | --- | -- | - | --- | --- | - | -- | -- |
| 1.   | Canada        | 9   | 3  | 3 | 0   | 0   | 1 | 9  | 2  |
| 2.   | Corea del Sud | 6   | 3  | 2 | 0   | 0   | 1 | 8  | 3  |
| 3.   | Italia        | 3   | 3  | 1 | 0   | 0   | 2 | 3  | 7  |
| 4.   | Norvegia      | 0   | 3  | 0 | 0   | 0   | 3 | 2  | 10 |

## Seconda fase

### Play-out

#### Tabellone
|  | Semifinali 5º posto | Semifinali 5º posto | Semifinali 5º posto |        |          | Finale 5º posto | Finale 5º posto | Finale 5º posto |  |
|  |                     |                     |                     |        |          |                 |                 |                 |  |
|  | Giappone            | Giappone            | 0                   |        |          |                 |                 |                 |  |
|  | Giappone            | Giappone            | 0                   |        |          |                 |                 |                 |  |
|  | Norvegia            | Norvegia            | 4                   |        |          |                 |                 |                 |  |
|  | Norvegia            | Norvegia            | 4                   |        | Norvegia | Norvegia        | 5               |                 |  |
|  |                     |                     |                     |        | Norvegia | Norvegia        | 5               |                 |  |
|  |                     |                     | Italia              | Italia | 0        |                 |                 |                 |  |
|  | Italia              | Italia              | Italia              | Italia | 0        | 1               |                 |                 |  |
|  | Italia              | Italia              |                     |        |          | 1               |                 |                 |  |
|  | Estonia             | Estonia             | 0                   |        |          | Finale 7º posto | Finale 7º posto | Finale 7º posto |  |
|  | Estonia             | Estonia             | 0                   |        |          |                 |                 |                 |  |
|  |                     |                     |                     |        |          |                 |                 |                 |  |
|  |                     |                     |                     |        |          | Giappone        | Giappone        | 5               |  |
|  |                     |                     |                     |        |          | Giappone        | Giappone        | 5               |  |
|  |                     |                     |                     |        |          | Estonia         | Estonia         | 0               |  |

#### Semifinali 5º posto
| Hamar 29 marzo 2012, ore 8.00 UTC+1 | Norvegia   | 4 – 0 (0:0; 3:0; 1:0) referto | Giappone | Hamar OL-Amfi (125 spett.)\| Arbitro: \| Paul Boese \| |
| Arbitro:                            | Paul Boese |                               |          |                                                        |

| Hamar 29 marzo 2012, ore 11.15 UTC+1 | Italia          | 1 – 0 (0:0; 1:0; 0:0) referto | Estonia | Hamar OL-Amfi (30 spett.)\| Arbitro: \| Derek Berkebile \| |
| Arbitro:                             | Derek Berkebile |                               |         |                                                            |

#### Finale 7º posto
| Hamar 31 marzo 2012, ore 14.30 UTC+1 | Giappone        | 5 – 0 (2:0; 2:0; 1:0) referto | Estonia | Hamar OL-Amfi (55 spett.)\| Arbitro: \| Derek Berkebile \| |
| Arbitro:                             | Derek Berkebile |                               |         |                                                            |

#### Finale 5º posto
| Hamar 31 marzo 2012, ore 18.00 UTC+1 | Norvegia       | 5 – 0 (2:0; 2:0; 1:0) referto | Italia | Hamar OL-Amfi (389 spett.)\| Arbitro: \| Kevin Webinger \| |
| Arbitro:                             | Kevin Webinger |                               |        |                                                            |

### Play-off

#### Tabellone
|  | Semifinali    | Semifinali    | Semifinali  |             |               | Finale          | Finale          | Finale          |  |
|  |               |               |             |             |               |                 |                 |                 |  |
|  | Rep. Ceca     | Rep. Ceca     | 0           |             |               |                 |                 |                 |  |
|  | Rep. Ceca     | Rep. Ceca     | 0           |             |               |                 |                 |                 |  |
|  | Corea del Sud | Corea del Sud | 2           |             |               |                 |                 |                 |  |
|  | Corea del Sud | Corea del Sud | 2           |             | Corea del Sud | Corea del Sud   | 1               |                 |  |
|  |               |               |             |             | Corea del Sud | Corea del Sud   | 1               |                 |  |
|  |               |               | Stati Uniti | Stati Uniti | 5             |                 |                 |                 |  |
|  | Stati Uniti   | Stati Uniti   | Stati Uniti | Stati Uniti | 5             | 2               |                 |                 |  |
|  | Stati Uniti   | Stati Uniti   |             |             |               | 2               |                 |                 |  |
|  | Canada        | Canada        | 1           |             |               | Finale 3º posto | Finale 3º posto | Finale 3º posto |  |
|  | Canada        | Canada        | 1           |             |               |                 |                 |                 |  |
|  |               |               |             |             |               |                 |                 |                 |  |
|  |               |               |             |             |               | Rep. Ceca       | Rep. Ceca       | 1               |  |
|  |               |               |             |             |               | Rep. Ceca       | Rep. Ceca       | 1               |  |
|  |               |               |             |             |               | Canada          | Canada          | 2               |  |

#### Semifinali
| Hamar 29 marzo 2012, ore 14.30 UTC+1 | Rep. Ceca                 | 0 – 2 (0:1; 0:1; 0:0) referto | Corea del Sud | Hamar OL-Amfi (45 spett.)\| Arbitro: \| Jonathan Michael Morrison \| |
| Arbitro:                             | Jonathan Michael Morrison |                               |               |                                                                      |

| Hamar 29 marzo 2012, ore 18.00 UTC+1 | Stati Uniti       | 2 – 1 (2:0; 0:0; 0:1) referto | Canada | Hamar OL-Amfi (297 spett.)\| Arbitro: \| Steven Richardson \| |
| Arbitro:                             | Steven Richardson |                               |        |                                                               |

#### Finale 3º posto
| Hamar 1º aprile 2012, ore 12.30 UTC+1 | Canada                    | 2 – 0 (1:0; 1:0; 0:0) referto | Rep. Ceca | Hamar OL-Amfi (157 spett.)\| Arbitro: \| Jonathan Michael Morrison \| |
| Arbitro:                              | Jonathan Michael Morrison |                               |           |                                                                       |

#### Finale
| Hamar 1º aprile 2012, ore 16.00 UTC+1 | Stati Uniti | 5 – 1 (1:0; 3:0; 1:1) referto | Corea del Sud | Hamar OL-Amfi (397 spett.)\| Arbitro: \| Paul Boese \| |
| Arbitro:                              | Paul Boese  |                               |               |                                                        |

## Classifica finale
| Pos | Squadra         |
| --- | --------------- |
| 1   | USA             |
| 2   | Corea del Sud   |
| 3   | Canada          |
| 4   | Repubblica Ceca |
| 5   | Norvegia        |
| 6   | Italia          |
| 7   | Giappone        |
| 8   | Estonia         |